# 音楽・音響・録音技術
音楽・音響の録音技術はトーマス・エジソンが1877年に発明したフォノグラフに始まる。
ここでは記録技術（録音技術）について扱うが、記録メディア（録音媒体、レコード）や記録再生機器についても密接な関係があるため、特に歴史の記述においては適宜触れるものとしたい。

## 歴史と概観
- 前史：ピアノロール
- エジソンのフォノグラフ（蓄音機）の発明と円筒型レコードの登場
- ベルリナーの円盤型レコードの登場
- アコースティック録音の時代
- 光学録音の発明
  - 映画のトーキー化
- 電気録音の発明
  - 初期の磁気記録装置
  - テープ（主としてオープンリール）
- レコードの普及と技術革新
  - SPレコード
  - LPレコード
- マルチトラックレコーダーの出現と多重録音
- 再生チャンネルの拡大（モノラル→ステレオ→4chをはじめとするサラウンド再生）
- デジタル録音技術の登場（→パルス符号変調）
- デジタルパッケージメディアの登場と普及
- コンピュータによる制作環境の統合
- 音声データの圧縮技術(可逆、非可逆)
- インターネットによる音楽データの流通、ノンパッケージ販売
- 録音技術と著作権

## 録音手法、技術
- ワンポイントマイク録音
- マルチマイク録音
- ダイレクトカッティング
- 2トラック録音（俗称 一発録り）
- マルチトラック録音
- マスタリング技術(整音、管理データ編集)

## 各種記録媒体
- レコード
- コンパクトディスク
- DAT
- 記録型光学ディスク（CD-Rなど）
- DVD
- HDD
- SSD
- 半導体メモリ

## 関連記事
- 録音再生機器
- 音響技術者
- レコーディング・エンジニア
- マスタリング・エンジニア